# Songs for the Drunk and Broken Hearted
Songs for the Drunk and Broken Hearted è il tredicesimo album in studio del cantautore inglese Passenger, pubblicato nel 2021.

## Tracce
Tutte le tracce sono state scritte da Mike Rosenberg.

Edizione Standard
1. Sword from the Stone – 3:21
2. Tip of My Tongue – 3:01
3. What You're Waiting For – 2:37
4. The Way That I Love You – 2:39
5. Remember to Forget – 3:38
6. Sandstorm – 5:01
7. A Song for the Drunk and Broken Hearted – 3:59
8. Suzanne – 4:15
9. Nothing Aches Like a Broken Heart – 4:16
10. London in the Spring – 3:01

Disco Bonus Edizione Deluxe
1. London in the Spring (acoustic) – 2:56
2. Nothing Aches Like a Broken Heart (acoustic) – 3:17
3. Suzanne (acoustic) – 4:05
4. A Song for the Drunk and Broken Hearted (acoustic) – 3:56
5. Sandstorm (acoustic) – 4:10
6. Remember to Forget (acoustic) – 3:36
7. The Way That I Love You (acoustic) – 2:37
8. What You're Waiting For (acoustic) – 2:36
9. Tip of My Tongue (acoustic) – 3:00
10. Sword from the Stone (acoustic) – 3:33